# وان جفریس
وان جفریس (انگلیسی: Vaughn Jefferis؛ زادهٔ ۲۰ مهٔ ۱۹۶۱) سوارکار اهل نیوزیلند است.